# الفضل بن المحب
أبو القاسم الفضل بن عبد الله بن المحب النيسابوري أحد رواة الحديث النبوي.
سمع من: أبي الحسين الخفاف وبه ختم حديثه، وأبي الحسين العلوي، وعبد الله بن يوسف الأصبهاني، وابن محمش، وطائفة من المحدثين. ارتحل إليه ابن طاهر، وحدث عنه هو وزاهر الشحامي، ومحمد بن إسماعيل الشاماتي، وأبو طالب محمد بن عبد الرحمن الكنجروذي، وسعيد بن الحسين الجوهري، والحسين بن علي الشحامي، ومحمد بن إسماعيل بن أحمد المقرئ، وأبو الأسعد بن القشيري، ومليكة بنت أبي الحسن الفندورجي، وخلق كثير، وأجاز للحافظ ابن ناصر.
قال ابن طاهر: «رحلت من مصر لأجل الفضل بن المحب صاحب الخفاف، فلما دخلت، قرأت عليه في أول مجلس جزئين من حديث السراج، فلم أجد لذلك حلاوة، واعتقدت أنني نلته بلا تعب، لأنه لم يمتنع علي، ولا طالبني بشيء، وكل حديث من الجزء يساوي رحلة». قال الذهبي: «قد صنف في الوعظ، وكان خيرا دينا، عالما، أثنى عليه السمعاني».

## وفاته
توفي في سنة 473 هـ وكان من أبناء التسعين.